# Hieracium camptopetalum
Hieracium camptopetalum es una especie de planta con flor del género Hieracium, de la familia Asteraceae, orden Asterales.

## Distribución
Hieracium camptopetalum se distribuye por Escocia.

## Taxonomía
Fue descrita científicamente por (Hanb.) Sell & C. West. Fue publicada en Watsonia 3: 233.